# Л’Эпин-о-Буа
Л’Эпин-о-Буа́ (фр. L’ Épine-aux-Bois) — коммуна во Франции, находится в регионе Пикардия. Департамент коммуны — Эна. Входит в состав кантона Эссом-сюр-Марн. Округ коммуны — Шато-Тьерри.
Код INSEE коммуны — 02281.

## Население
Население коммуны на 2010 год составляло 259 человек.
| 1962 | 1968 | 1975 | 1982 | 1990 | 1999 | 2010 |
| ---- | ---- | ---- | ---- | ---- | ---- | ---- |
| 205  | 179  | 166  | 152  | 232  | 231  | 259  |

## Экономика
В 2010 году среди 177 человек трудоспособного возраста (15—64 лет) 130 были экономически активными, 47 — неактивными (показатель активности — 73,4 %, в 1999 году было 74,0 %). Из 130 активных жителей работали 115 человек (64 мужчины и 51 женщина), безработных было 15 (4 мужчины и 11 женщин). Среди 47 неактивных 20 человек были учениками или студентами, 17 — пенсионерами, 10 были неактивными по другим причинам.